# Lee Aaron

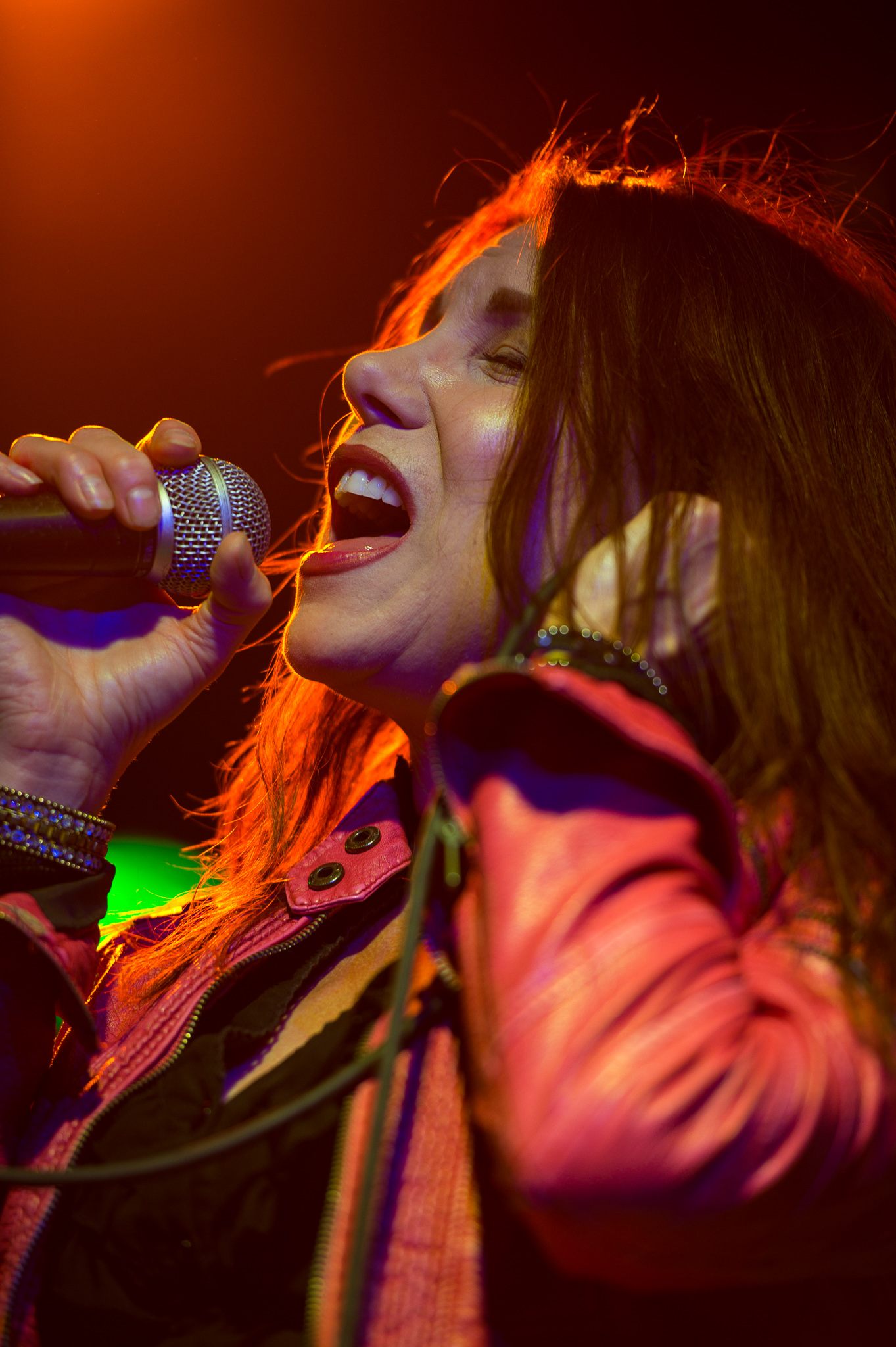
Lee Aaron (2017)

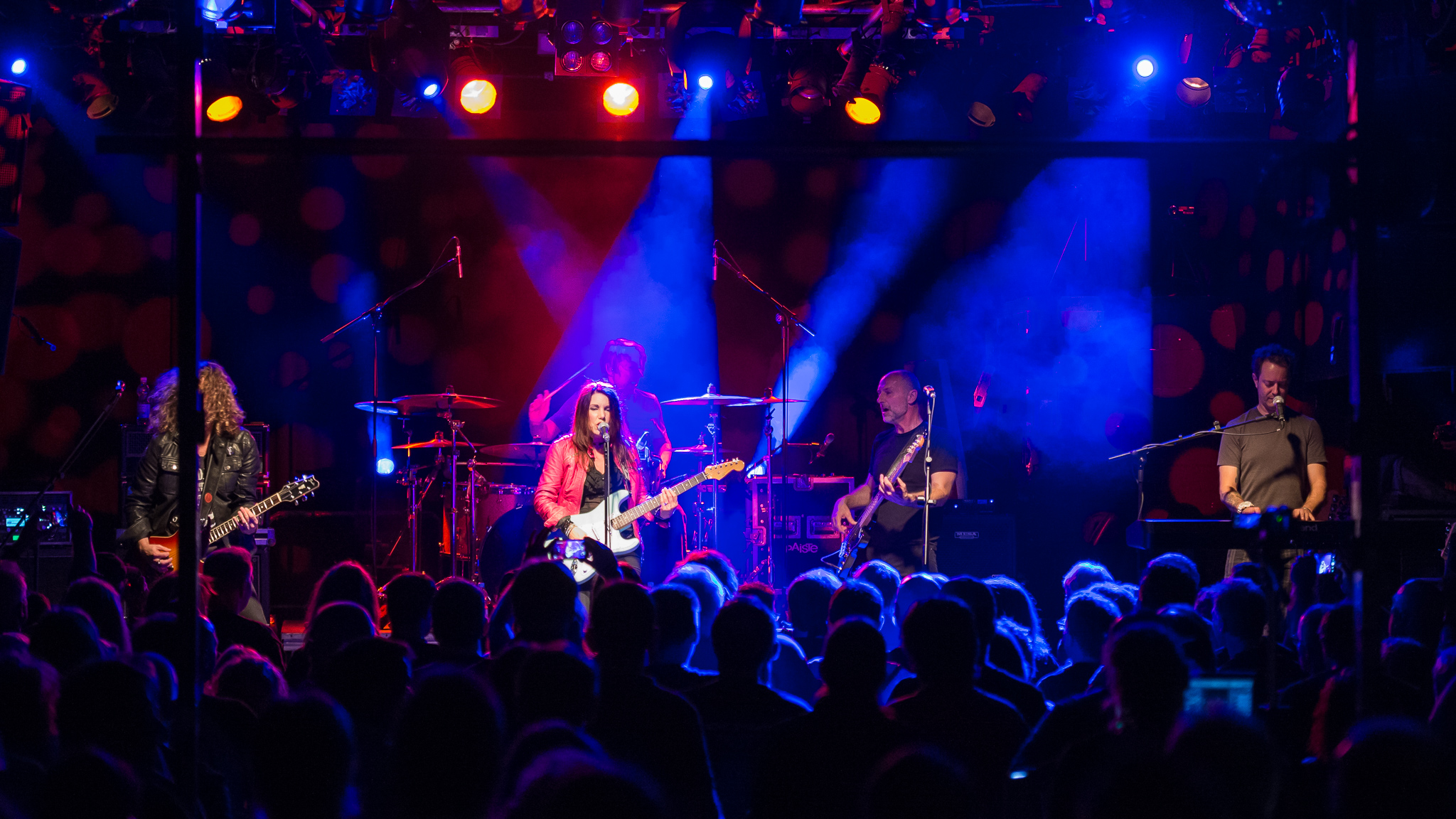
Lee Aaron mit Band auf der Bühne, Nürnberg 2017

Karen Lynn Greening (* 21. Juli 1962 in Belleville, Ontario), besser bekannt als Lee Aaron, ist die kanadische Heavy-Metal-, NWOBHM-, Hard-Rock- und Jazz-Sängerin der gleichnamigen Band Lee Aaron.

## Leben und Werk
Karen Lynn Greening stieß 1977 als 15-Jährige zur Heavy-Metal-Band Lee Aaron. Die Band war seinerzeit auf der Suche nach einem inhaltsfreien Bandnamen, der sich einfach gut im Ohr festsetzen sollte. Lee Aaron war ein Kunstwort, welches sich aus der Jeansmarke Lee sowie dem Vornamen des bekannten Produzenten Aaron Spelling zusammensetzte. Zuerst war sie als Background-Sängerin und Keyboarderin beschäftigt, wurde aber später von der Band überredet, die Leadvocals zu übernehmen, weil man sich neben ihrem Gesangstalent einen Popularitätsschub durch eine gutaussehende Sängerin erhoffte.
Karen übernahm den Namen Lee Aaron als Pseudonym. Zum Beginn ihrer Karriere trat sie mit ihrer Gruppe ein Jahr lang in verschiedenen Städten in Kanada auf. Für die 1982 erschienene LP The Lee Aaron Project engagierte der Manager und Produzent Robert Connolly verschiedene Heavy-Metal-Musiker aus der kanadischen Szene. Das Album erschien auch in Großbritannien. „Lee Aarons vielseitiges Organ irgendwo zwischen Janis Joplin und Pat Benatar, und das glasklare Metal/Melodic-Konzept machten Lee Aaron vor allem in Großbritannien populär.“ (Zitat Christian Graf im Rockmusik-Lexikon, Seite 17, Taurus Press 1989) Die gute Resonanz auf das Album und auch auf einen Auftritt in London ermöglichte ihr 1983 die Einladung zum bekannten Reading Festival, wo sie am 27. August 1983 auftrat. Lee Aaron befand sich erstmals in Gesellschaft von bekannten Bands wie Black Sabbath, Thin Lizzy oder Ten Years After. Für das Cover der LP Metal Queen posierte Lee Aaron als weibliches Pendant zur Comicfigur Conan der Barbar. In Europa konnte sie vor allem durch Auftritte im Vorprogramm von Bon Jovi ihre Bekanntheit steigern.
1985 erschien das Album Call of the Wild auf einer LP, die von den Fans bis heute als ihre beste angesehen wird. Für dieses Album wurde eine neue Band engagiert, mit Ausnahme des Gitarristen John Albani, der schon bei vorherigen Produktionen dabei war. Das Schlagzeug spielte nun Jerry Mercer, die Bassgitarre Spyder Brierly und das Keyboard Bob Ezrin. Die Songs auf Call of the Wild sind zwischen Hardrock und Heavy Metal angeordnet. Darauf enthalten ist die Hardrock-Ballade Barely Holdin' On, die der Songwriter Joe Cerisano im Jahr 1983 geschrieben hat. Die Ballade erschien 1985 in einer Variante auf einer 12″ Vinyl mit den beiden Stücke Danger Zone und Call Of The Wild auf der Rückseite. Mit den bis dahin erschienenen Alben und vor allem mit Call Of The Wild setzte Lee Aaron mit ihrer „screamenden“ Stimme den absoluten Maßstab für eine weibliche Hardrock- oder Heavy-Metal-Sängerin in den 1980er-Jahren. Kenner der Szene sehen in ihr eine Art Vorläuferin für Doro Pesch, die 1989 ihr erstes Album veröffentlichte.
1987 trat Lee Aaron erneut beim Reading Festival auf. Mit dem im gleichen Jahr erschienenen Album Lee Aaron versuchte sich die Sängerin als Songwriterin zu etablieren. Allerdings kam das Album bei den Heavy-Metal-Fans nicht so gut an. „Sie gingen auf Distanz gegenüber dem voluminösen Sound mit dem Hang zu flächigen Arrangements und aufgeblasenen Backround-Chören.“ (Zitat aus der Musikzeitschrift Musik Express in Christian Graf, Rockmusik-Lexikon, Seite 18, Taurus Press 1989) Anfang der 1980er bis Anfang der 1990er Jahre als Queen of Heavy Metal verehrt und vermarktet, trennte sie sich später von ihrem damaligen Freund und Gitarristen John Albani, wonach sich die Band Lee Aaron auflöste. Karen führte seitdem den ehemaligen Bandnamen als ihren Künstlernamen weiter.
1996 erschien die experimentelle CD 2Preciious (mit Bandmitgliedern der Kanadischen Underground-Gruppe Sons of Freedom), die von den Kritikern zwar hoch gelobt wurde, aber in Deutschland nur wenig Beachtung fand. Im Jahre 2000 folgte etwas überraschend das Werk Slick Chick mit den Swingin’ Barflies, in der Karen ihre sängerischen Anfänge im Bereich der Jazz-Musik wieder aufleben ließ. Im März 2016 veröffentlichte sie mit Fire and Gasoline ein Album, das wieder im Genre des Hardrock angesiedelt ist. Auf der Tournee zu diesem Album wurden die Shows in Nürnberg und Balingen im Sommer 2017 mitgeschnitten. 2018 erschien zunächst das Bluesrock-Album Diamond Baby Blues, bevor 2019 ein Album mit den Aufnahmen der Fire and Gasoline-Tour unter dem Titel Power, Soul, Rock N’ Roll – Live in Germany veröffentlicht wurde. Im Dezember 2020 erschien das ausschließlich über die Website vertriebene Weihnachtsalbum Almost Christmas, für das die Band hauptsächlich eher unbekannte Titel neu aufgenommen hatte. Neben dem ursprünglich von Louis Armstrong aufgenommenen Zat You Santa Claus? fanden sich auch modernere Lieder wie Slades Merry Christmas Everybody oder das Lied It Doesn’t Often Snow at Christmas von den Pet Shop Boys. Außerdem nahm die Band eine Coverversion des 1991 auf dem Lee-Aaron-Album Some Girls Do veröffentlichten Liedes Peace on Earth auf, das eigentlich überhaupt nicht im Kontext zu Weihnachten steht. Im Juli 2021 veröffentlichte Aaron das Album Radio On!, mit dem sie Platz 49 der deutschen, sowie Platz 29 der Schweizer Charts erreichte. Am 25. November 2022 erschien das Album Elevate. Ende September 2023 wurde Aaron in Kanadas Walk of Fame aufgenommen. Am 26. April 2024 erschien das Cover-Album Tattoo Me.

## Persönliches
Lee Aaron ist seit 2001 mit John Cody verheiratet, der auch Schlagzeuger ihrer Band ist. Das Paar hat zwei Kinder.

## Diskografie

### Studioalben
- 1982: The Lee Aaron Project
- 1984: Metal Queen (CA # 69)[10]
- 1985: Call of the Wild (CA # 86)[11]
- 1987: Lee Aaron (CA # 39)[12]
- 1989: Body Rock (CA # 20)[13]
- 1991: Some Girls Do (CA # 38)[14]
- 1994: Emotional Rain
- 1996: 2Preciious (Lee Aaron with 2 Precious)
- 2000: Slick Chick (Lee Aaron and the Swingin’ Barflies)
- 2004: Beautiful Things (Lee Aaron and the Swingin’ Barflies)
- 2012: Radio Hitz and More... (Kompilation)
- 2016: Fire and Gasoline
- 2018: Diamond Baby Blues
- 2020: Almost Christmas
- 2021: Radio On!
- 2022: Elevate
- 2024: Tattoo Me

### Sonstige Alben
- 1984: Lee Aaron (The Lee Aaron Project)
- 1992: Powerline – The Best of Lee Aaron (Kompilation)
- 2018: Power, Soul, Rock N’ Roll – Live in Germany

### Singles & EPs
- 1982: The Lee Aaron Project (EP)
- 1982: Under Your Spell
- 1984: Hot Tracks From Metal Queen (EP)
- 1984: Metal Queen (EP)
- 1984: Metal Queen / Deceiver
- 1984: Shake It Up / Deceiver
- 1984: We Will Be Rockin' / Hold Out
- 1985: Runnin' From the Fire / Call of the Wild
- 1985: Rock Me All Over
- 1985: Barely Holdin' On (EP)
- 1985: Barely Holdin' On / Danger Zone
- 1987: Only Human (EP)
- 1987: Only Human / Empty Heart (CA # 44)
- 1987: Power Line
- 1987: Dream With Me / Empty Heart
- 1987: Goin' Off the Deep End / Hands Are Tied (CA # 93)
- 1988: Do You Know What I Need (CA # 47, nur Single)
- 1989: Hands On / Shame (CA # 38)
- 1989: Whatcha Do to My Body (EP)
- 1989: Whatcha Do to My Body / Tough Girls Don’t Cry (CA # 25)
- 1990: Sweet Talk / Rock the Hard Way (CA # 66)
- 1991: Sex With Love / Motor City Boy (CA # 55)
- 1994: Odds of Love
- 1994: Shakin' Down the Odds of Love (nur Single)
- 1995: Baby Go Round
- 1996: Superbitch

### Bootleg
- 1986 The Metal Queen on Stage

### Video/DVD
- 1983: 1981–1983 Media Collection
- 1985: Lee Aaron Live! (nur VHS)
- 1985: Live in Tilburg 1985
- 1985: Live in Poperinge 1985
- 1985: Live in the Netherlands 1985
- 1985: Metal Queen
- 1985: Danger Zone Live (nur VHS)
- 1987: Live in Austria 1987
- 1989: Body Rock in Toronto
- 1990: Video History (nur VHS)
- 2006: Video Collection
- 2006: Live In London
- 2009: Rarities, Studio & Live: 1981–2008 (3 DVDs; nur über Bandwebsite)
- 2012: Live in Sweden

## Musikvideos
- 1982: Under Your Spell
- 1984: Metal Queen
- 1984: Shake It Up
- 1985: Barely Holdin' On
- 1985: Rock Me All Over
- 1985: Hot to Be Rocked
- 1987: Only Human
- 1989: Whatcha Do to My Body
- 1989: Hands On
- 1989: Sweet Talk
- 1991: Sex with Love
- 1991: Some Girls Do
- 1992: Peace on Earth
- 1994: Baby Go Round
- 1994: Fire in Your Flame
- 1994: Waterfall[15]
- 2016: Tom Boy
- 2016: Fire And Gasoline
- 2016: Bad Boyfriend
- 2018: Popular
- 2018: Diamond Baby
- 2018: American High
- 2018: I’m A Woman
- 2020: It Doesn’t Often Snow at Christmas
- 2021: C’mon
- 2021: Twenty One
- 2021: Vampin’
- 2021: Everything’s Gonna Be Cool This Christmas
- 2021: Almost Christmas (Lyric Video)
- 2022: Rock Bottom Revolution
- 2022: Trouble Maker
- 2023: Elevate
- 2024: Tattoo
- 2024: Even It Up[16]

als LEE AARON AND THE SWINGIN' BARFLIES
- 2000: Why Don’t You Do Right
- 2000: I’d Love To

mit KICK AXE
- 1985: With A Little Help From My Friends

mit THE VIGILANTS
- 1985: Run for Cover

mit 2preciious
- 1996:  Mascara

## Gastbeiträge
- 1983: Frank Soda – The Adventures of Sodaman Picture Disc (Visual Vinyl) [Aaron: Backgroundgesang auf „You Got Me Where You Want Me“ & „Weekend Wilds“]
- 1985: Kick Axe – Welcome to the Club (Pasha/CBS) [Aaron: Backgroundgesang auf „With a Little Help from My Friends“]
- 1988: Scorpions – Savage Amusement (Mercury/Polygram) [Aaron: Backgroundgesang auf „Rhythm of Love“]
- 1988: Myles Goodwyn – Myles Goodwyn (Aquarius) [Aaron: Duett auf „Do You Know What I Mean?“]
- 1993: Helix – It’s a Business Doing Pleasure (Aquarius) [Aaron: Duett auf „Look Me Straight in the Heart“]
- 1993: Big Sugar – El 7 Niteclub (Hypnotic Records) [Aaron: Gesang auf „In the Dark“]
- 1994: FurnaceFace – This Will Make You Happy [Aaron: Sprache auf „The Ballad of Richard Iommi“]
- 1998: Nancy Ruth – Nancy Ruth [Aaron: Backgroundgesang auf „Raging On“ und „So Good“]
- 2001: Demon Drive – Rock And Roll Star [Aaron: Duett auf „She Is In Love With You“]
- 2001: Ralph – This Is For The Night People [Aaron: Duett auf „Blue April“]
- 2013: Metal On Ice [Aaron: Gesang auf „Metal Queen“ und „Metal On Ice“][17]
- 2021: Jaymz Bee – Jaymz Bee Presents: Music For Secret Agents [Aaron: Gesang auf „Goldfinger“ und „History Repeating“][18]